# Atzcatlán
Atzcatlán är en ort i Mexiko.   Den ligger i kommunen Zapotlán del Rey och delstaten Jalisco, i den centrala delen av landet, 400 km väster om huvudstaden Mexico City. Atzcatlán ligger 1 524 meter över havet och antalet invånare är 266.
Terrängen runt Atzcatlán är kuperad åt sydväst, men åt nordost är den platt. Runt Atzcatlán är det ganska tätbefolkat, med 139 invånare per kvadratkilometer. Närmaste större samhälle är Poncitlán, 5,4 km sydost om Atzcatlán. I omgivningarna runt Atzcatlán växer huvudsakligen savannskog.